# サンスター文具
サンスター文具株式会社（サンスターぶんぐ）は、日本の文具メーカー。バンダイナムコグループに属する。

## 会社概要
昭和40年代に発売した「アーム筆入」や「スパイメモ」のヒットにより全国に社名が知られることとなる。その他、はさみ、ステープラー（ホッチキス）、ルーペ、消しゴムなどを生産している。趣向を凝らしたアイデア商品も多い。またディズニーやランバードなど、ライセンス契約によるキャラクター・ブランド商品も扱っている。
2009年1月1日に同社は会社分割を実施し、従来のサンスター文具はサンスターホールディングスと商号変更し、企画・製造・販売部門を新会社「サンスター文具」として分割した。
この新・サンスター文具は2009年3月1日にバンダイの出資を受け入れ、同社の持分法適用会社になり、2013年10月1日に第三者割当増資を行って同社の連結子会社となった。
本項で特記が無い記述は、基本的に旧・サンスター文具についてのものである。

## 事業内容
文具、ファンシー商品、ホビー、アイデアギフト、年賀用品、幼児知育商品、ディズニーキャラクター、ブランド商品、プレミアム・ノベルティ、セイカレーベル商品の企画・開発・製造および販売

## 歴史
- 1952年（昭和27年）- 株式会社三英社として設立。
- 1959年（昭和34年）- サンスター文具株式会社に社名変更。
- 1963年（昭和38年）- 「鉄腕アトム」「鉄人28号」等のキャラクター文具を発売。
- 1965年（昭和40年）- 「アーム筆入」発売開始。ポリカーボネート樹脂を採用し、1.5トンの荷重に耐える商品で、1967年から放映された「象が踏んでも壊れない」というキャッチコピーのTVCMで売上500万個を超えるヒット商品となった[4][5]。
  - 「アーム」はプロレスラーがお互いに腕を組み合う状態で、腕の筋肉がピクピク動くことに「力強さ」を感じて命名したとのこと。
  - 実際に象に筆箱を踏ませるCMを撮影し放映していた[4][5]。CMに登場した象は最初は伊豆シャボテン公園で飼育されていたもので、後に上野動物園の象も登場した[6]。
  - 2023年現在も「NEWアーム筆入」として現行商品に名を連ねている[5]。
- 1970年（昭和45年）- 水に溶ける紙、不思議ペン、団員バッチ等をセットにした「スパイメモ」を発売。当時のスパイ映画などの影響もありヒット商品となる。
- 1972年（昭和47年）- ベトナム反戦運動のシンボルマーク「ラブピース」シリーズを発売。社会現象を引き起こすまでのヒット商品となった。
- 1995年（平成7年）- 創業者小林三造の何事にも挑戦する意志を全社員に引き継ぐため、命日の1994年6月1日を記念し社内外に向けた記念行事「6.1挑戦の日」設立。「新製品アイデア募集」始まる（2012年以降は「文房具アイデアコンテスト」に変更[7]）。
- 2008年（平成20年）- セイカとの経営統合、およびその親会社であるバンダイとの業務提携についての検討を開始。
- 2009年（平成21年）1月15日 - バンダイとの資本提携を発表。持株会社となったサンスターホールディングス（旧・サンスター文具）が新設した新・サンスター文具にバンダイが33.4%を出資し、バンダイの文具子会社セイカの全事業を3月1日付で統合し、セイカで扱った商品を「セイカレーベル」で発売する[2]。
- 2013年（平成25年）10月1日 - バンダイを引受先とする第三者割当増資を実施、バンダイの出資比率は51%となり、バンダイ及びバンダイナムコホールディングスの連結子会社となる[3]。

## 広告宣伝

### 提供番組
- 現在
  - プリキュアシリーズ（テレビ朝日系）（2004年度 - ）（毎年3月 - 4月上旬、8月）
  - スーパー戦隊シリーズ（テレビ朝日系）（1975年度 - ）（毎年4月、7月、11月）
  - 新ウルトラマン列伝（テレビ東京系）（2013年度 - ）（毎年4月、10月）
  - ガンダムシリーズ（毎日放送制作・TBS系）

## その他
- 文具王の高畑正幸がかつて在籍しており、現在はプロ契約となっている。